# Sepé Tiarajú – Romance dos Sete Povos das Missões
Sepé Tiarajú – Romance dos Sete Povos das Missões é um romance da literatura romântica brasileira publicado em 1975 e escrito por Alcy Cheuiche. O livro contou com ilustrações detalhadas e profundamente estudadas pelo desenhista uruguaio José Carlos Melgar.
O livro narra a história do lendário índio guarani Sepé Tiaraju, líder da resistência indígena ao Tratado de Madrid (1750) nos Sete Povos das Missões, região oeste do Rio Grande do Sul. A obra foi traduzida para o espanhol e para o alemão, além de ser editada em quadrinhos no Brasil, em 1988. 